# Олива в Нікітському ботанічному саду
Олива в Нікітському ботанічному саду — ботанічна пам'ятка природи місцевого значення, що розташована у смт Нікіта Ялтинської міськради АР Крим. Була створена відповідно до Постанови Кабінету міністрів України № 643-6/11 від 21 грудня 2011 року.

## Загальні відомості
Землекористувачем пам'ятки є Національний науковий центр Нікітський ботанічний сад, площа 0,01 гектара. Розташована у Нікітському ботанічному саду смт Нікіта Ялтинської міськради.
Пам'ятка природи створена з метою охорони та збереження в природному стані цінного в науковому, естетичному відношенні дерева — оливи європейської віком близько 800 років.